# Zopherus sanctaehelenae
Zopherus sanctaehelenae es una especie de coleóptero o escarabajo de la familia Zopheridae.
Mide 13.0-21.0 mm. Habita en California (Estados Unidos).